# 1449.
◄ | 14. stoljeće | 15. stoljeće | 16. stoljeće | ►
◄ | 1410-ih | 1420-ih | 1430-ih | 1440-ih | 1450-ih | 1460-ih | 1470-ih | ►
◄◄ | ◄ | 1446. | 1447. | 1448. | 1449. | 1450. | 1451. | 1452. | ► | ►►
Arhitektura • Astronomija • Glazba • Knjige • Književnost • Kršćanstvo • Medicina • Pravo • Promet • Slikarstvo • Znanost

## Rođenja
- rođen je Lorenzo de'Medici

## Vanjske poveznice
|  | Zajednički poslužitelj ima još gradiva o temi 1449. |